# حصار چوبی
حصار چوبی (به انگلیسی: Picket Fences)، سریالی ۶۰ دقیقه‌ای ساختهٔ کشور آمریکا است که به مسائل و مشکلات موجود در شهری کوچک و خیالی به نام روم در ایالت ویسکانسین آمریکا می‌پردازد. این سریال از ۱۸ سپتامبر ۱۹۹۲ تا ۲۶ ژوئن ۱۹۹۶ در شبکه سی‌بی‌اس آمریکا پخش می‌شد. حصار چوبی توسط تهیه‌کننده دیوید ای. کلی ساخته شد.

## داستان
داستان در مورد کلانتر شهر کوچک روم است که سعی دارد از شهر و خانواده‌اش حفاظت کند. کلانتر جیمی بروک، کلانتر روم است، شهر کوچکی در ویسکانسین. همسرش جیل دکتر شهر است و دخترش کیمبرلی، که از همسر سابقش است، دانش آموزی است که در شهر روم بزرگ شده. جیمی و جیل دو فرزند دیگر به نام‌های متیو و زاک دارند.
قاضی هنری بون، که سعی و تلاشش آرام نگاه داشتن فضای شهر است، کار قضاوت را نیز به عهده دارد. گرچه همیشه هم خیلی مقید به قانون نیست اما نهایت تلاشش را برای شهر انجام می‌دهد...

## بازیگران اصلی
- تام اسکریت در نقش کلانتر جیمی بروک
- کتی بیکر در نقش دکتر جیل بروک
- هالی ماری کومبس در نقش کیمبرلی بروک
- لارن هالی در نقش مکسین استوارت
- کستاس مندیلر در نقش کنی لاکاس
- جاستین شن‌کارو در نقش متیو بروک
- آدام وایلی در نقش زاک بروک

## فارسی ۱
این سریال با زیرنویس فارسی از شبکهٔ ماهواره‌ای فارسی ۱ نیز پخش شده‌است.